# Traslación (física)
En física, la traslación es un movimiento en el cual se modifica la posición de un objeto, en contraposición a una rotación.

## Mecánica clásica
Para un cuerpo clásico (y, por tanto, moviéndose en un espacio euclídeo), una traslación es la operación que modifica las posiciones de todos los cuerpos según la fórmula:

{\displaystyle (x,y,z)\to (x+\Delta x,y+\Delta y,z+\Delta z)}

donde {\displaystyle (\Delta x,\Delta y,\Delta z)} es un vector constante. Dicha operación puede ser generalizada a otras coordenadas, por ejemplo la coordenada temporal. Obviamente una traslación matemática es una isometría del espacio euclídeo.
Para un objeto que no posee estructura, como por ejemplo un subconjunto del espacio, se considera el rango del subconjunto afectado por la transformación. En forma alternativa, es posible definir una traslación como una operación sobre los objetos, tal que todas sus propiedades como color, composición, etc. se corresponden. Pero no deben confundirse las dos: una traslación del espacio no posee puntos fijos, los puntos fijos de una traslación en el otro sentido son los objetos con sus correspondientes simetrías de traslación. De acuerdo con el teorema de Noether, la simetría de traslación es equivalente a la conservación del momento de fuerza.

## Mecánica relativista
En teoría de la relatividad especial sigue siendo posible considerar la traslación de un cuerpo, debido a que el espacio-tiempo tiene curvatura constante (e igual a cero). Sin embargo, en esa teoría aparecen diversos problemas relacionados con la simultaneidad, y un observador en movimiento arbitrario podría inferir que incluso un sólido que no cambia su forma no tiene una forma constante.
En teoría de la relatividad general la situación es más complicada aún, ya que al ser la curvatura local del espacio-tiempo variable de un punto a otro estrictamente no puede existir un movimiento de traslación o movimiento de sólido rígido, debido a que no exista ninguna transformación isométrica que relacione la forma del cuerpo en dos puntos diferentes del espacio-tiempo. Para cuerpos de pequeñas dimensiones, puede definirse de manera aproximada que constituye un movimiento de traslación pero no para objetos grandes, cuyas dimensiones no sean despreciables frente al inverso de algún escalar relacionado con la curvatura seccional del espacio-tiempo.